# Trichosalpinx pseudolepanthes
Trichosalpinx pseudolepanthes är en orkidéart som beskrevs av Carlyle August Luer och Rodrigo Escobar. Trichosalpinx pseudolepanthes ingår i släktet Trichosalpinx och familjen orkidéer. Inga underarter finns listade i Catalogue of Life.